# Мечеть имени Матея Коканулы
Мечеть имени Мате́я (Матая) Кока́нулы (каз. Мәтей (Матай) Қоқанұлы атындағы мешіт) — мечеть в городе Шалкар. Построена в 2011 году. Вместимость мечети: 300 человек. В комплекс мечети входят медресе на 30 мест и столовая на 400 мест.

## История
Мечеть была построена на средства Дильды Кокановой (мать Имангали Тасмагамбетова) и торжественно открыта в честь Дня независимости Казахстана в 2011 году при участии акима района Рахата Сыдыкова и акима города Ербола Данагулова. На торжественном мероприятии депутат маслихата Жарас Изгулов вручил ключи от автомобиля «Нива» имаму мечети Нурлыбеку Такееву.
Мечеть названа в честь Матея Коканулы (род. в 1884 году), который был религиозно образованным человеком, окончил Бухарское высшее учебное заведение и знал арабский язык.